# Millstone
Millstone és una població dels Estats Units a l'estat de Nova Jersey. Segons el cens del 2006 tenia 410 habitants.

## Demografia
Segons el cens del 2000, Millstone tenia 410 habitants, 169 habitatges, i 126 famílies. La densitat de població era de 211,1 habitants/km².
Dels 169 habitatges en un 25,4% hi vivien nens de menys de 18 anys, en un 59,8% hi vivien parelles casades, en un 9,5% dones solteres, i en un 24,9% no eren unitats familiars. En el 18,9% dels habitatges hi vivien persones soles el 8,9% de les quals corresponia a persones de 65 anys o més que vivien soles. El nombre mitjà de persones vivint en cada habitatge era de 2,43 i el nombre mitjà de persones que vivien en cada família era de 2,79.
Per edats la població es repartia de la següent manera: un 19,3% tenia menys de 18 anys, un 4,1% entre 18 i 24, un 25,4% entre 25 i 44, un 34,1% de 45 a 60 i un 17,1% 65 anys o més.
L'edat mediana era de 46 anys. Per cada 100 dones de 18 o més anys hi havia 91,3 homes.
La renda mediana per habitatge era de 76.353 $ i la renda mediana per família de 83.118 $. Els homes tenien una renda mediana de 60.156 $ mentre que les dones 36.406 $. La renda per capita de la població era de 30.694 $. Aproximadament el 3,1% de les famílies i el 4,6% de la població estaven per davall del llindar de pobresa.

## Poblacions més properes
El següent diagrama mostra les poblacions més properes.